# Tsjoevasjische Autonome Oblast
De Tsjoevasjische Autonome Oblast (Russisch:  Чува́шская автономная область, Tsjoevasjskaja avtonomnaja oblast) was een autonome oblast in de Sovjet-Unie. De autonome oblast ontstond op 24 juni 1920 uit het gouvernement Kazan en het gouvernement Simbirsk. De autonome oblast ging op 21 april 1925 op in de Tsjoevasjische ASSR (Tsjoevasjië) binnen de Russische Socialistische Federatieve Sovjetrepubliek.